# خالد بن إبراهيم الذهلي
خالِد بنُ إبراهيِم الذِّهَليّ ويُعرف أيضًا بكِنيته أبو داوُد (توفي 140 هـ / 757 م)، هو قائد عسكري خدم في الخِلافة العبَّاسيَّة، تولَّى وِلاية خُراسان بأمر من الخليفة أبُو جَعْفَر المَنصُور، وذلك على إثر مقتل الوالي والقائد العسكري أبو مسلم الخراساني عام 754، وبقي يتولَّى منصب الولاية حتى ثار عليه الجُند وتوفي في 757.

## مقتله
ذكرت الرِّوايات، أن ناسًا من الجند ثاروا على أبي داود خالد بْن إبراهيم في خُراسان ليلًا، وهو نازل بباب كشماهن من مدينة مرو، حتى وصلوا إلى المنزل الذي هو فيه، فأشرف أبو داود من الحائط على حرف آجرة خارجة، وجعل ينادي أصحابه ليعرفوا صوته، فانكسرت الآجرة عند الصبح، فوقع على سترة صفة كانت بمُقابل السطح فانكسر ظهره، فمات عند صلاة العصر، فقام عصام صاحب شرطه أبي داود بخلافة أبي داود، حتى قدم عليه عبد الجبار بْن عبد الرحمن الأزدي.